# Oxyethira flavicornis
Oxyethira flavicornis – chruścik z rodziny Hydroptilidae. Larwy zasiedlają jeziora. Budują małe przenośne domki z przędzy jedwabnej, bocznie spłaszczone i kształtem zbliżone do trójkąta i trapezu. Limnebiont preferujący elodeidy, spotykany w potamalu i zbiornikach torfowiskowych. Gatunek występujący w północnej Europie.
Imagines licznie spotykane nad jez. Śniardwy, Mikołajskie (Botosaneanu 1960, Kumanski 1975) oraz Oświn, występowanie odnotowane w jeziorze Wigry (Rzóska 1935).
Licznie występuje w jeziorach (oligotroficzne, lobeliowe, eutroficzne, zanieczyszczone) Finlandii, najliczniej na głębokości 3 – 4 m, do 5 m gł. (Nybom 1960, Sarkka 1983, Bagge 1987, a, b). Imagines łowione w okolicach jez. Ładoga, nad jeziorami Estonii oraz masowo nad jeziorami Łotwy, bardzo często w eutroficznych i słaboeutroficznych, często w oligo-dystroficznych, stosunkowo rzadko w eutroficzno-dystroficznych, występuje także w mezotroficznych i ultraeutroficznych jeziorach, sporadycznie w dystroficznych (Drabkova i Pytkova 1988, Kacalova 1955, 1980, Spuris 1962, 1964, 1967, 1971, Stalmakova 1968, Timm, informacja ustna, Vlasova 1986). W jeziorach niemieckich larwy łowione w strefie rdestnic, liczniej w części eutroficznej jezior (Meuche 1939, Müller - Liebenau 1956, Ehrenberg 1957, Mothes 1967), w Północnej Westfalii występuje w eutroficznych i mezotroficznych wodach stojących wśród roślinności (Robert i Wichard 1994). W Holandii larwy spotykano wśród osoki (czasami masowo preferując osokę oddaloną od brzegu, co wskazuje na występowanie w strefie elodeidów), wywłócznika oraz glonach nitkowatych w polderach (Higler 1968b, 1969, 1977, 1984, Higler i Brantjes 1970, Higler 1988). Imagines łowione nad jeziorami w różnych częściach Europy (Emelina 1985, Van der Velde i Bergers 1987, Jonsson 1987). W dużym mezoeutroficznym jeziorze Esrom najliczniej larwy łowiono na głębokości 2 m, występują do 14 m gł. (Dall et al. 1984b). Na Kaukazie rzadki, stagnofilny, charakterystyczny dla stawów strefy podgórskiej (Grigorenko 1987).